# Conclave de septembre 1503
Le conclave de septembre 1503 se déroule à Rome, du 16 au 22 septembre 1503, juste après la mort du pape Alexandre VI et aboutit à l'élection du cardinal Francesco Todeschini Piccolomini qui devient le pape Pie III. Il meurt au bout de 26 jours.

## Contexte de l'élection
Le conclave se déroule dans une ambiance troublée car les cardinaux sont menacés par le roi de France Louis XII qui se trouve entre Rome et Naples et qui souhaite faire élire son ami Georges d'Amboise, et par les Espagnols de César Borgia qui restent fidèles à ce dernier par respect pour la mémoire d'Alexandre VI et qui ont des troupes au sud de Naples.

## Cardinaux-électeurs
- Giuliano della Rovere Cardinal italien proche du parti français et ennemi juré des Borgia
- Jorge da Costa représentant du Portugal
- Girolamo Basso della Rovere cousin du cardinal Giuliano Della Rovere
- Oliviero Carafa représentant du roi de Naples
- Antonio Pallavicini Gentili
- Lorenzo Cybo de Mari
- Ascanio Sforza
- Francesco Piccolomini, élu pape Pie III;
- Raffaele Riario cousin de Giuliano Della Rovere
- Giovanni Colonna
- Jean de Médicis
- Federico Sanseverino
- Giovanni Antonio Sangiorgio
- Bernardino López de Carvajal
- Giuliano Cesarini
- Domenico Grimani
- Alessandro Farnese
- Luigi d'Aragona membre du camp espagnol
- Juan de Castro
- Georges d'Amboise membre du camp français
- Amanieu d'Albret membre du camp français
- Pedro Luis de Borja Llançol de Romaní membre du camp espagnol
- Jaime Serra i Cau
- Pietro Isvalies
- Francisco de Borja membre du camp espagnol
- Juan de Vera membre du camp espagnol
- Ludovico Podocataro
- Antonio Trivulzio
- Marco Corner
- Giovanni Stefano Ferrero
- Juan Castellar y de Borja membre du camp espagnol
- Francisco de Remolins
- Francesco Soderini
- Niccolò Fieschi
- Francisco Desprats
- Adriano Castellesi
- Jaime de Casanova
- Francisco Lloris y de Borja membre du camp espagnol
- Raymond Pérault membre du camp français
- Guillaume Briçonnet membre du camp français
- Philippe de Luxembourg membre du camp français
- Tamás Bakócz Cardinal hongrois
- Melchior von Meckau Cardinal allemand

## Élection et choix de Pie III
Lors du premier scrutin, les cardinaux sont partagés entre d'un côté Giuliano Della Rovere qui a quinze voix et le cardinal d'Amboise qui lui a treize voix. Les cardinaux se rendent compte qu'ils sont dans une impasse et que la situation ne peut se débloquer, ils choisissent donc d'élire un pape fantoche en la personne de François Todeschini-Piccolomini.

## Source
- (en) Cet article est partiellement ou en totalité issu de l’article de Wikipédia en anglais intitulé « Papal conclave, September 1503 » (voir la liste des auteurs).

## Livres
- La splendeur des Borgia d'Henri Pigaillem
- Les Borgia de Pierre Lunel
- Les Borgia de Marcel Brion
- Les Borgia d'Ivan Cloulas